# Cypripedium agnicapitatum
Cypripedium agnicapitatum é uma espécie de orquídea terrestre, família Orchidaceae, que habita a Manchúria.